# Esarabdina synaptae
Esarabdina synaptae is een soort in de taxonomische indeling van de Myzozoa, een stam van microscopische parasitaire dieren. Het organisme komt uit het geslacht Esarabdina en behoort tot de familie Selenidiidae. Esarabdina synaptae werd in 1971 ontdekt door Levine.